# Seznam nositelů medaile Za hrdinství

## Nositelé

### 1995
- podplukovník Ing. Petr Pavel
- podporučík Petr Valeš, in memoriam
- podporučík Luděk Zeman, in memoriam

### 1996
- generálmajor i.m. Bohumil Borecký
- rotmistr v dal.sl. Roman Čelanský
- Michal Dluhy
- Štěpán Dohodil
- Jan Doležal
- Vojtěch Eichler
- František Gšventner
- generálmajor v.v. Jiří Hartman
- četař v dal. sl. Jiří Hubáček
- Rudolf Husa
- četař v dal. sl. Josef Chudoba
- Josef Chundela
- Filip Kazík
- plukovník i.m. Josef Koukal
- major Ing. Petr Kozánek, in memoriam
- Václav Kratochvíl
- Dušan Hradecký

- rotmistr Petr Křivka, in memoriam
- plukovník v.v. Miroslav Liškutín
- Jozef Muránsky
- generálmajor v.v. Jaroslav Muzika
- Jan Novák
- Josef Palička
- Adolf Řepa
- četař v dal. sl. Jiří Suda
- Josef Vychodil
- Jaroslav Zelinka
- nadporučík Ing. Oldřich Židlík

### 1997
- praporčík David Adámek
- plukovník v.v. Jiří Flak
- generálmajor v.v. Jan Roman Irving, in memoriam
- kapitán Miroslav Karlec
- plukovník v.v. Jaroslav Klemeš
- generálmajor v.v. Ing. Michal Kodriš, CSc., in memoriam
- generálmajor v.v. Ing. Alois Olšan
- Jindřich Popelka, in memoriam
- plukovník let. v.v. Raimund Půda
- poručík v.v. Jaroslav Sochora
- podpraporčík Kamil Soldán
- plukovník v.v. Ing. Čestmír Šikola
- plukovník let. v.v. Zdeněk Škarvada
- podplukovník Ing. Pavel Špilka
- desátník Pavel Talla
- major Ing. Jiří Tršo
- kapitán Ladislav Uher, in memoriam
- plukovník v.v. Petr Uruba
- Jaromír Vrba, in memoriam
- generálmajor v.v. Ing. František Žák

### 1998
- Irena Bernášková, in memoriam
- Prof. MUDr. Alexander Gjurič, in memoriam
- plukovník v.v. Prof. MUDr. Jiří Krbec, Csc
- plukovník Karel Kuttelwascher, in memoriam
- generálmajor v.v. Marcel Ludikar
- generálmajor v.v. Ing. Robert Pavlík
- Eliška Pilařová
- plukovník Ing. Josef Pohl, in memoriam
- Anežka Schlattauerová
- generálmajor František Skokan, in memoriam
- generálmajor Ladislav Svoboda, in memoriam
- plukovník v.v. Bohumil Vazač
- plukovník v.v. Antonín Vendl
- Jan Zelenka-Hajský, in memoriam

### 1999
- plukovník Karel Pavlík, in memoriam
- Josef Slavík,  in memoriam

### 2000
- Tomáš Bayer
- Vlastimil Hrbek
- Boris Kovaříček,  in memoriam
- Vlasta Mařáková – Charvátová

### 2001
- Josef Hasil
- kapitán Vladimír Kubíček
- Jakub Materne
- plukovník v.v. Julián Slepecký
- PhDr. Vladimír Struska,  in memoriam
- podpraporčík Jaroslav Šelong
- plukovník v.v. Zdeněk Štich
- Albína Wiesenbergerová

### 2002
- kapitán Radek Andrle
- Jaroslav Český
- podporučík Zdeněk Forejt
- Rudolph Giuliani
- kapitán Karel Hůla
- kapitán Miloslav Chejn
- praporčík Radek Interholc
- podpraporčík Jiří Janda
- plukovník v.v. Miroslav Kolenatý
- Vincenc Koutník
- Karel Kukal
- Jan Mervart
- plukovník v.v. Jan Paroulek
- plukovník v.v. Antonín Raiskub
- praporčík Václav Richter
- JUDr. Milan Vítek

### 2003
- Dominique Magnant
- podpraporčík Roman Macharáček
- Jaroslav Novák
- Georges Vergoni, in memoriam

### 2004
Nebyla udělena

### 2005
- Michal Velíšek, in memoriam

### 2007
- nprap. Mgr. Marek Král
- nprap. Mgr. Marián Šovčík

### 2008
- prap. Petr Králík
- npor. Ing. Tomáš Krampla
- prap. Zdeněk Lhota[1]

### 2009
- Boleslav Staněk, in memoriam

### 2011
- David Sukač, in memoriam, za záchranu lidského života s nasazením vlastního života

### 2012
- MUDr. Rudolf Zvolánek, za záchranu lidského života

### 2013
Nebyla udělena

### 2014
- št. prap. David Beneš in memoriam – za hrdinství v boji
- št. prap. Ivo Klusák in memoriam – za hrdinství v boji
- št. prap. Jaroslav Lieskovan in memoriam – za hrdinství v boji
- št. prap. Libor Ligač in memoriam – za hrdinství v boji
- des. Jaroslav Mevald – za hrdinství v boji
- št. prap. Jan Šenkýř in memoriam – za hrdinství v boji

### 2015
- Petr Vejvoda, in memoriam – za záchranu lidského života s nasazením vlastního života

### 2016
- Josef Sousedík, in memoriam, odbojář a starosta Vsetína
- Jiří Nesázal, za občanskou statečnost při útoku v Uherském Brodě

### 2017
- nprap. Václav Haase, in memoriam, policista, který zahynul během výkonu služby
- pprap. Jan Odermatt, in memoriam, hasič, zahynul při požáru lakovny ve Zvoli
- Jan Přikryl, in memoriam, partyzán a vlastenec
- plk.prof. Antonín Šubrt, in memoriam, příslušník československé armády, účastník bitvy u Dunkerque

### 2018
- štábní praporčík Kamil Beneš, in memoriam
- štábní praporčík Martin Marcin, in memoriam
- Darina Nešporová
- štábní praporčík Patrik Štěpánek, in memoriam

### 2019
- Božena Ivanová, válečná veteránka, příslušnice 1. československého sboru v Buzuluku
- Jarmila Halbrštatová, válečná veteránka, příslušnice 1. československého sboru v Buzuluku
- vrchní strážmistr Karel Kněz, in memoriam, velitel četnické stanice ve Vrbatově Kostelci
- David Michaljak, zastánce při potyčce na koupališti
- štábní praporčík Tomáš Procházka, in memoriam, voják
- štábní praporčík Kurt Taussig, in memoriam, letec RAF

### 2020
- Jana Březinová, zdravotní sestra v důchodu, vypomáhala v nemocnici během koronavirové pandemie
- nadstrážmistr Petr Lang, in memoriam, příslušník vězeňské služby, zastřelen při střelbě ve Fakultní nemocnici Ostrava, kdy kryl vlastním tělem svoji dceru
- praporčík Vladimír Šupa, voják

### 2021
- genpor. v.v. Ing. Jiří Baloun, Ph.D., MSc., velvyslanec ČR v Afghánistánu
- kpt. Zdeněk Poul, velitel jednotky vojenské policie přidělené k ochraně velvyslanectví ČR v Afghánistánu
- št. prap. Michaela Tichá, in memoriam, vojákyně

### 2022
- JUDr. i. m. Josef Adamec, in memoriam, student a studentský funkcionář, popravený 17. listopadu 1939
- Jaroslav Bolfík, starosta Sboru dobrovolných hasičů v Mikulčicích, pomáhal lidem postiženým tornádem na jižní Moravě
- MUDr. i. m. Jan Černý, in memoriam, student a studentský funkcionář, popravený 17. listopadu 1939
- Miroslav Fenik, in memoriam, zahynul při požáru svého domu a při záchraně života manželce a synovi
- Jaroslav Fila, in memoriam, dobrovolný hasič z koryčanské jednotky, tragicky zahynul při výbuchu rodinného domu
- Ing. Marek Frauwirth, in memoriam, levicový aktivista a nediplomatický pracovník slovenského konzulátu v Praze, popravený 17. listopadu 1939
- plk. gšt. i. m. Tomáš Houška, in memoriam, důstojník československé armády, odbojář, spolupracoval s vedením odbojové organizace Obrana národa
- JUDr. Jaroslav Klíma, in memoriam, předseda Národního svazu českého studentstva v Čechách a na Moravě, popravený 17. listopadu 1939
- Marek Klimus, s nasazením vlastního života se zasloužil o záchranu lidského života
- Jan Košík, velitel jednotky Sboru dobrovolných hasičů obce Hřensko, aktivně se účastnil na zdolávání masivního požáru v Českém Švýcarsku
- JUDr.  i. m. Bedřich Koula, in memoriam, student a studentský funkcionář, popravený 17. listopadu 1939
- pplk. gšt. Mgr. Petr Matouš, důstojník speciálních sil, účastník 6 zahraničních misí, úspěšně zneškodňoval pachatele teroristických útoků v Afghánistánu – za hrdinství v boji
- doc. PhDr. Josef Matoušek, in memoriam, historik a vysokoškolský pedagog, popravený 17. listopadu 1939
- rtn. Tomáš Neškodný, četař, voják z 53. pluku průzkumu a elektronického boje, zachránil matku a dvě děti před utonutím v jezu
- Martin Semecký, zasloužil se o nalezení 8leté německé holčičky, která přečkala v lese dvě mrazivé noci
- Josef Serinek, in memoriam, příslušník protinacistického odboje romské národnosti
- JUDr. František Skorkovský, in memoriam, student a studentský funkcionář, popravený 17. listopadu 1939
- Ing. i.m. Václav Šaffránek, in memoriam, student a studentský funkcionář, popravený 17. listopadu 1939
- plk. Ing. Tomáš Vlasák, vedoucí Pilotního oddělení Letecké služby Policie ČR, aktivně se účastnil na zdolávání masivního požáru v Českém Švýcarsku
- Marek Vrba, in memoriam, dobrovolný hasič z koryčanské jednotky, tragicky zahynul při výbuchu rodinného domu
- PhDr. i.m. Jan Weinert, in memoriam, středoškolský pedagog a studentský funkcionář, popravený 17. listopadu 1939

### 2023
- Plk. Josef Bernat, DFM, in memoriam, pilot 311. československé bombardovací perutě RAF
- Plk. Oldřich Doležal, in memoriam, pilot 311. československé bombardovací perutě RAF
- Plk. v. v. Jiří Pavel Kafka, poslední žijící český pilot pilot 311. československé bombardovací perutě RAF
- Plk. Stanislav Zimprich, in memoriam, pilot 310. československé stíhací perutě RAF
- pprap. Pavel Farka, příslušník Hasičského záchranného sboru Jihočeského kraje, který zachránil život těžce zraněnému motorkáři
- Petr Jiroutka, za záchranu holčičky, která vypadla z okna do řeky Chrudimky
- prap. Martin Salay, policista, který zachránil společně se svým kolegou život několika osobám při evakuaci hořící táborské ubytovny
- prap. Jiří Štěpánek, policista, který zachránil společně se svým kolegou život několika osobám při evakuaci hořící táborské ubytovny

### 2024
- prap. Lukáš Hirk – válečný veterán těžce zraněný v průběhu mise v Afghánistánu, aktivní para atletik
- plk. Josef Keprt – in memoriam, pilot 312. československé stíhací perutě a 96. britské perutě nočních stíhačů RAF
- Karel Kučera – in memoriam, voják Mezinárodní legie územní obrany Ukrajiny, padlý při obraně Bachmutu
- škpt. Oldřich Pechal – in memoriam, voják a velitel paradesantní skupiny Zinc popravený v koncentračním táboře Mauthausen
- Lukáš Dudík, pracovník autoservisu, který přispěchal k nehodě vlaku s kamionem a odblokováním dveří pomohl cestujícím z hořící soupravy
- Roman Juřena, vlakvedoucí soupravy, který svým pohotovým zákrokem umožnil evakuaci cestujících z havarovaného vlaku hořícího po srážce s kamionem
- Kateřina Laluhová, učitelka základní školy v Praze – Horních Počernicích, která duchapřítomně vyvedla všechny žáky třetí třídy z učebny, ve které se následně zřítil strop